# Solange Knowles
Solange Piaget Knowles (Houston, Texas, 24 de junio de 1986), conocida como Solange, es una cantautora, productora, actriz, directora, modelo y empresaria estadounidense. Es también una activista en contra de la segregación racial denunciando la brutalidad policial en Estados Unidos contra la población negra. Ha sido imagen de marcas como Rimmel, Asos o Puma. Lanzó su propio sello discográfico, Saint Records en 2013 y tiene una boutique en Nueva Orleans. En enero de 2017 sus canciones fueron elegidas por Barack Obama para su despedida en la Casa Blanca, donde Solange se presentó acompañada por la banda The Roots. Es la hermana menor de la artista Beyoncé.

## Infancia
Solange Piaget Knowles nació el 24 de junio de 1986, en Houston, Texas, siendo la segunda hija de Mathew y Tina Knowles. Tiene una hermana mayor, la también cantante Beyoncé. Su padre es afroamericano y su madre es criolla (descendientes de afroamericanos, nativos americanos y franceses). Sus abuelos maternos son Lumis Beyincé y Agnéz Deréon. Cuando era niña, Knowles estudió danza y teatro. A los cinco años debutó como cantante en un parque de atracciones. Empezó a escribir canciones a los nueve años, y a los trece años decidió continuar la grabación, pero sus padres le aconsejaron esperar un tiempo. Dos años después, Knowles sustituyó a una bailarina y realizó con su hermana la gira de las Destiny's Child. A los dieciséis años su padre, que entonces era también su mánager, la contrató para su discográfica, Music World Entertainment.

## Carrera musical

### 2001-2003: Primeros años ySolo Star
La primera incursión de Knowles en el mundo de la música fue en 2001, cuando, junto con las Destiny's Child, grabó la banda sonora de la serie de televisión, The Proud Family. También grabó la canción "Hey Goldmember" para el soundtrack de la película Austin Powers en Miembro de Oro, donde participaba su hermana Beyoncé. Cantó un track exclusivo llamado "Little Drummer Boy" para el álbum de las Destiny's Child, 8 días de Navidad, que salió a la venta en 2001 y en 2002, colaboró en el álbum de Lil' Romeo, Game Time, cantando partes de la canción que Luther Vandross escribió. Para el álbum debut en solitario de Kelly Rowland, titulado Simply Deep, grabó la canción "Alone". En 2003, Matthew Knowles, padre de Beyoncé y Solange, anunció que estaba considerando la posibilidad de añadir a Solange a las Destiny's Child, para que el grupo formara un cuarteto, pues Farrah Franklin, cuarta y última integrante, abandonó el grupo en el 2000. También anunció que estaba reflexionando muy seriamente sobre el tema y que le parecía "una muy buena idea". Sin embargo, en agosto de ese año, Beyoncé aclaró que solo era un rumor y que las Destiny seguían y seguirían siendo un trío.
A los 14 años empezó a trabajar en su álbum debut Solo Star, en el que participaron productores estadounidenses, como Jermaine Dupri, Linda Perry y Timbaland, entre otros. El álbum es en estilo R & B, aunque Knowles mencionó que incluía tonos de pop, rock, reggae y hip hop. Solange coescribió y realizó la coproducción de algunos de los 15 temas del álbum, incluyendo su primer sencillo, "Feelin' You (Part II)". La canción no logró estar en el Billboard Hot 100, pero alcanzó el número tres en el Hot R&B/Hip-Hop Singles Sales y en el gráfico Hot Dance Singles Sales. Solo Star fue puesto en venta el 21 de enero de 2003 en Estados Unidos, donde debutó en el número 49 en el Billboard 200 y alcanzó el número 23 en el Top R & B / Hip-Hop Albums. Tuvo una crítica tibia acogida. A mediados de 2008, el álbum había vendido 112, 000 copias en el país de acuerdo a Nielsen Soundscan.

### 2004-2008: Descanso en su carrera ySol-Angel and the Hadley St. Dreams

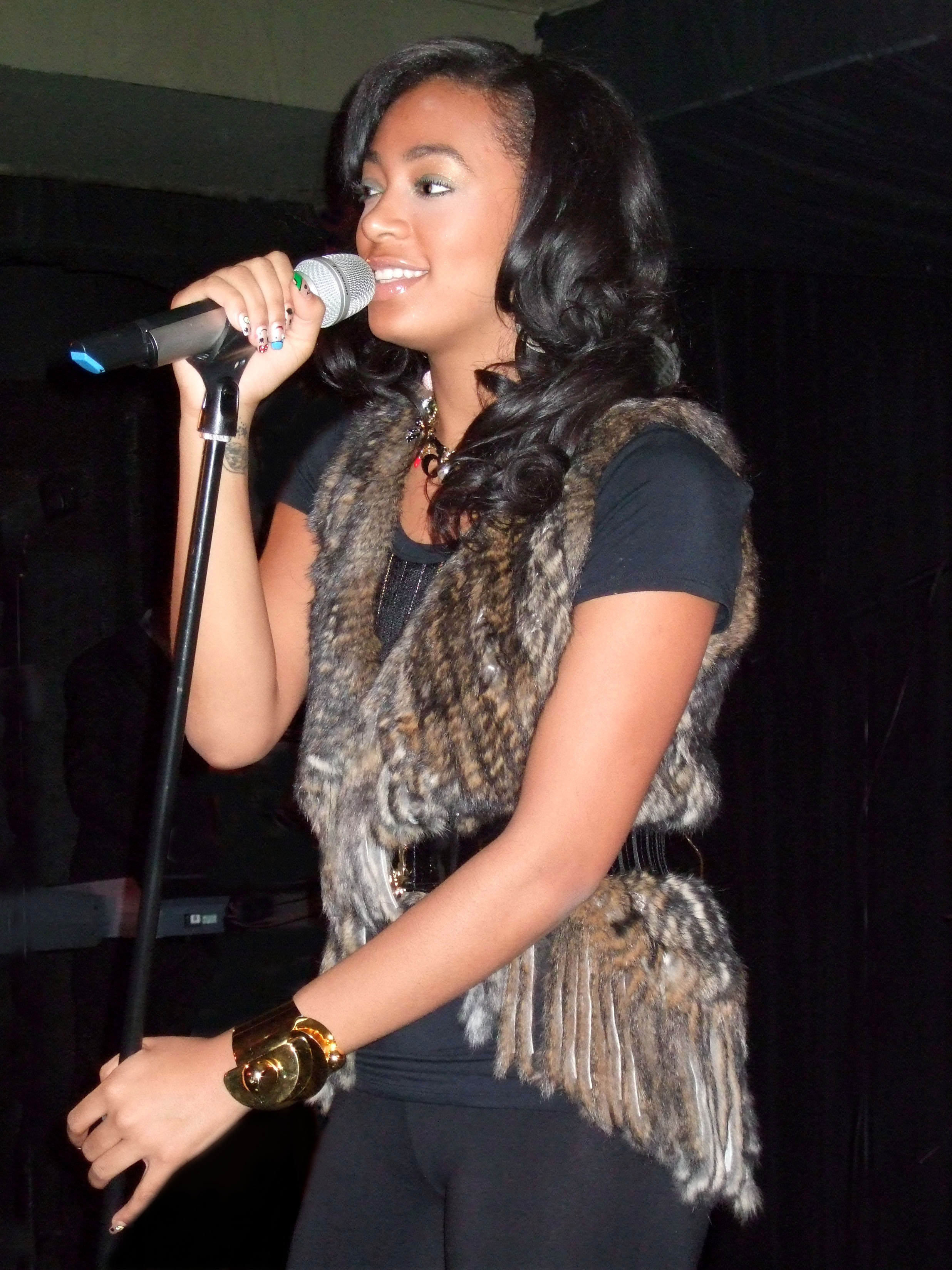
Concierto en el Ruby Lounge 2008

Después del lanzamiento de su álbum debut, Solange comenzó a actuar en películas seguidas de una pausa en su carrera. Cuando se casó con Daniel Smith, su familia se trasladó a Idaho, y, durante su estancia allí, se reanudó a escribir canciones como los sencillos "Get Me Bodied" y "Upgrade U" canción que compuso para su hermana Beyoncé para su álbum en solitario, B'Day. Había escrito otras canciones para las Destiny's Child. En 2004, estando embarazada, hizo un cameo en el videoclip de las Destiny's Child, Soldier.
Después de su divorcio en 2007, Solange regresó a Houston para empezar a trabajar en su nuevo álbum. Solange renovó su gestión, la firma de un contrato discográfico con Geffen y un contrato de edición con EMI. Solange terminó su trabajo en su álbum en el 2008 y lo título Sol-Angel and the Hadley St. Dreams. En él se incluye la producción de Cee-Lo Green, Soulshock y Karlin y Mark Ronson, así como una aparición de Bilal. También incluye una colección de canciones de los años 1960 y 1970, se ve como un punto de partida de su orientado debut pop, con lo que la revista Billboard llamaría "más de un toque moderno en el hip-hop y R & B salpicado con tintes de blues y jazz". El álbum fue lanzado el 26 de agosto de 2008 en los Estados Unidos. En diciembre de 2008, el álbum había vendido más de 114, 000 copias. El álbum fue recibido positivamente por los críticos, algunos de los cuales lo consideraban mucho mejor que su álbum debut. El primer sencillo, "I Deciced", fue lanzado en abril de 2008, y alcanzó la cima del Billboard Hot Dance Club Play. Gracias al buen recibimiento del álbum, Solange comenzó tour Sol-Angel and the Hadley St. Dreams en Gran Bretaña en noviembre de 2008.

### 2009-2015: De la música al activismo social
En una entrevista con MTV en 2009, Solange reveló que la que eligió el tipo de sonido de Sol-Angel and the Hadley St. Dreams. Ahora lanzará su tercer álbum en forma independiente. A principios de 2010, Solange viajó a Australia para trabajar con la banda de rock australiana, Midnight Juggernauts en su tercer álbum de estudio. Solange planea lanzar el álbum en verano como se revela en su cuenta oficial de Twitter en 2009. También en su página oficial reveló que alquiló una casa en Santa Bárbara (California), para entrar en un cierto estado de ánimo al escribir y hacer música. El 7 de mayo de 2010, Solange apareció en el popular programa infantil Yo Gabba Gabba! para un especial del día de la madre, donde interpretó una canción original llamada "Momma Loves Baby".
El 27 de noviembre del 2012, Solange publicó un EP titulado "True" con 7 canciones, incluyendo su sencillo "Losing You" pero no "Sleep In The Park", la canción que acompañó al sencillo y se pudo escuchar mucho antes. Sus canciones cercanas al pop nostálgico de los ochenta y con unos arreglos vocales inauditos en la música negra.
Un año después, Solange se mudó a Luisiana para tomar conciencia de sus orígenes afroamericano y comenzó a involucrarse en protestas sociales y a liderar marchas contra la brutalidad policial y a usar sus redes sociales como altavoz de la ignorancia de la prensa "blanca" al hablar de música negra.
Este activismo fue una de las razones para fundar su propio sello, Saint Records para dar voz a artistas R&B con un fuerte discurso de izquierdas especialmente dedicado a una audiencia negra más leal.
El 12 de abril de 2014, Solange actuó junto a su hermana, Beyoncé, durante el segundo día del Festival de Música y Artes de Coachella Valley de 2014 en el Empire Polo Club.

### 2016-presente: A Seat at the Table y When I Get Home
En 2016 publicó  A Seat at the Table nombrado álbum del año en Pitchfork y aglutina un 90 % de buenas reseñas en Metacritic. En F.U.B.U usa su voz acompañada de una base jazz, para hablar de las agresiones diarias a su comunidad. Una de las canciones más destacadas del álbum es "Cranes in the Sky", que le valió a Solange su primer Premio Grammy a la Mejor Interpretación de R&B en la 59ª edición de los Premios Grammy en 2017. El álbum en sí también fue nominado para la Mejor Interpretación de R&B en el mismo espectáculo de premios.
En junio de 2017, Knowles actuó en el Festival de Glastonbury. En diciembre de 2017, Knowles dirigió el video de la canción "The Weekend" de SZA.
En 2018, Solange fue nombrada Artista del Año por la Fundación Harvard para las Relaciones Interculturales y Raciales. También fue la estrella principal del Festival de Ritmos Culturales en la Universidad de Harvard.
El 1 de marzo de 2019, Knowles lanzó su cuarto álbum de estudio, "When I Get Home". Sirve como continuación de su aclamado álbum de 2016, "A Seat at the Table". "When I Get Home" es un álbum conceptual que explora la ciudad natal de Solange, Houston, Texas. El álbum fue producido por Solange misma, junto con varios colaboradores, incluyendo a John Key, John Carroll Kirby, Standing on the Corner, Chassol, Jamire Williams y Pharrell Williams. Cuenta con contribuciones de varios músicos de renombre, como Sampha, Playboi Carti, Gucci Mane, Panda Bear, Tyler, the Creator, Metro Boomin, The-Dream, Abra, Dev Hynes, Steve Lacy, Earl Sweatshirt y Scarface.

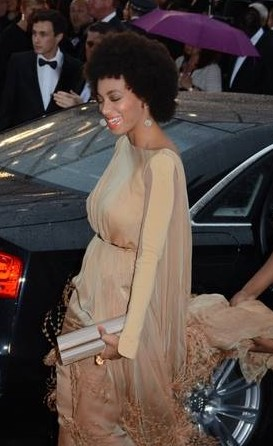
Cannes 2013

## Actriz, diseñadora y modelo
Además de la música, Solange ha trabajado como actriz y como diseñadora y modelo. Según su padre, su objetivo de fusionar la música y el cine era parte del plan de su carrera. Solange apareció en dos películas: Vacaciones en familia (2004) y Triunfos robados (2006). También prestó su voz al personaje Channel, la prima de la protagonista Penny Proud, en el episodio "detrás de las líneas familiares" de la serie animada de Disney Channel The Proud Family. En el 2004, fue actriz invitada en el episodio "La trampa" de la comedia One on One.
Solange y su hermana Beyoncé, han diseñado ropa en la línea de ropa de su familia, House of Deréon, llamada así por su abuela, Agnéz Deréon. También ayudó a su casa de modas a lanzar una colección de ropa juvenil y una línea hermana de House of Deréon.
En 2011 fue imagen de la marca de cosméticos Rimmel.
Su figura es un referente en la moda africana y anima a las mujeres negras a reapropiarse de su cultura.
“La moda es algo político –ha explicado– Cuando decido llevar un estampado, estoy haciendo una declaración política. Las mujeres negras a menudo intentan no llamar la atención. Conmigo no tienes otra opción más que mirarme”.

## Vida personal

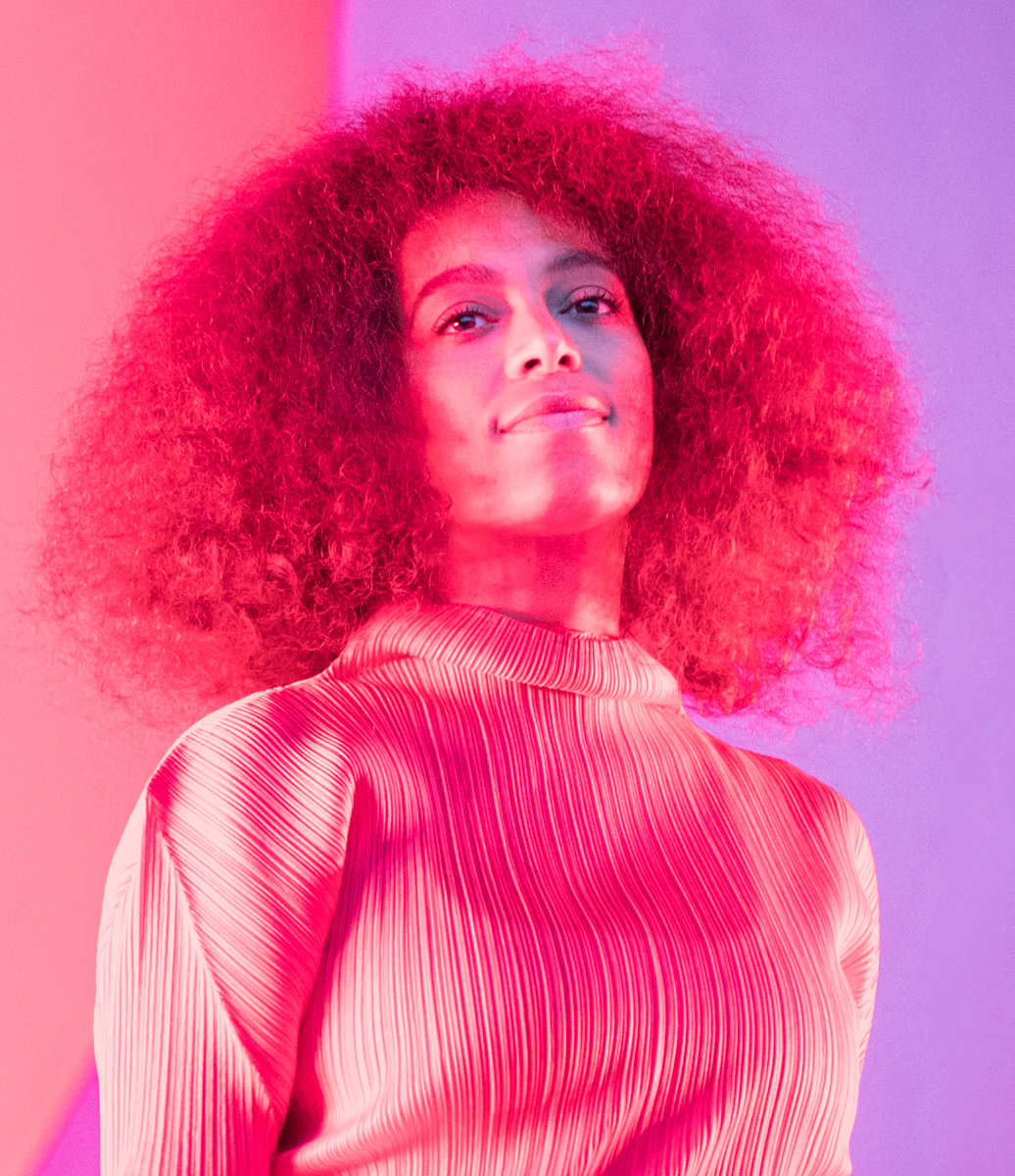
Solange en el escenario de Piknik i Parken 2017. El concierto tuvo lugar el 23 de junio de 2017 en Oslo.

Solange se casó a los 17 años con Daniel Smith en febrero de 2004 a quien había conocido en una fiesta de su escuela secundaria a través de sus amigos. Él estaba en secundaria en ese momento y Solange tenía 13 años. El 18 de octubre de 2004 nació su hijo Daniel Jules Smith Jr. Se divorció en 2007. El 16 de noviembre de 2014, Solange se casó con su actual marido, el director de videoclips Alan Ferguson en Nueva Orleans donde reside. A la boda asistieron cerca de 200 invitados vestidos de blanco.

## Discografía
- 2002: Solo Star
- 2008: Sol-Angel and the Hadley St. Dreams
- 2016: A Seat at the Table
- 2019: When I Get Home

## Filmografía
| Año2007-2011 | Título                                | Personaje     | Apariciones              |
| ------------ | ------------------------------------- | ------------- | ------------------------ |
| 2001         | Intimate Portrait                     | Ella misma    | 1 Episodio               |
| 2002         | The Proud Family                      | Chanel        | 1 Episodio               |
| 2002         | Taina                                 | Rachel        | 1 Episodio               |
| 2002         | Taff                                  | Ella misma    | 2 Episodios              |
| 2003         | Soul Train                            | Ella misma    | 1 Episodio               |
| 2003         | The 30th Annual American Music Awards | Ella misma    |                          |
| 2003         | The Today Show                        | Ella misma    | 1 Episodio               |
| 2003         | Los Hermanos García                   | Ella misma    | 1 Episodio               |
| 2004         | One On One                            | Charlotte     | 1 Episodio               |
| 2004         | Johnson Family Vacation               | Nikki Johnson |                          |
| 2005         | Listen Up                             | Erika         | 1 Episodio               |
| 2006         | Bring It On: All or Nothing           | Camille       |                          |
| 2008         | Ghost Whisperer                       | Cantante      | No acreditada 1 Episodio |
| 2010         | Yo Gabba Gabba!                       | Ella misma    | 1 Episodio               |